# 실제 기체
실제 기체(Real gas)는 이상 기체와 다르게 상전이가 있고, 분자간의 인력과 부피가 있는 말 그대로 실제로 존재하는 기체다.
실제 기체는 분자가 공간을 차지하고 상호작용을 하는 비이상 기체이다. 결과적으로 그들은 이상 기체 법칙을 준수하지 않는다. 실제 기체의 거동을 이해하려면 다음 사항을 고려해야 한다.
- 압축성 효과
- 가변 비열 용량
- 반 데르 발스 힘
- 비평형 열역학적 효과
- 가변 조성을 갖는 분자 해리 및 기본 반응 문제

## 같이 보기
- 이상기체
- 압축인자